# La mujer loca
La mujer loca es una novela de Juan José Millás que indaga en los límites que separan la realidad de la ficción y en la que él mismo participa como un personaje de la misma. 

## Sinopsis
Julia trabaja en una pescadería y de noche estudia gramática porque está enamorada de su jefe, que en realidad es filólogo. En sus ratos libres, la joven ayuda en el cuidado de una enferma terminal, Emérita, en cuya casa coincide con Millás, que está haciendo un reportaje sobre la eutanasia. Durante sus visitas, el escritor se siente atraído por la idea de novelar la vida de Julia era su locura, aunque para lograrlo deberá enfrentarse a su bloqueo creativo con la ayuda de una psicoterapeuta. La realidad trastoca los planes del escritor cuando Emérita revela un secreto que ha guardado celosamente toda su vida.

## Referencia bibliográfica
- Juan José Millás (2008), Los objetos nos llaman, ISBN 9788432221248